# Philippe Druillet
Philippe Druillet (Tolosa, 28 giugno 1944) è un disegnatore e fumettista francese.

## Biografia
Druillet nasce a Tolosa, Francia, ma trascorre la giovinezza in Spagna, ritornando nella sua patria solo dopo la morte del padre, avvenuta nel 1952.
Fin da giovane appassionato di fantascienza ed amante dei fumetti, Philippe dopo il diploma iniziò a lavorare come fotografo.
Il suo primo libro apparve nel 1966 con il titolo Le Mystère des abîmes (Il mistero degli abissi), nel quale introduce il "suo" eroe, Lone Sloane, basandosi su temi fantascientifici ispirati dai suoi scrittori preferiti, Howard Phillips Lovecraft e Alfred Elton van Vogt.
In seguito Druillet disegnò diverse copertine per le ristampe dei libri di Lovecraft e curò diverse locandine cinematografiche.
Dopo essere diventato, negli anni settanta, un collaboratore regolare del magazine Pilote, grazie alle innovazioni stilistiche, compresi un particolare uso dei colori, la saga di Lone Sloane ebbe successo.
I suoi famosi sfondi con gigantesche strutture, ispirate all'Art Nouveau, i templi indiani e le cattedrali gotiche, gli conferirono il nome di "architetto spaziale".
Sei racconti basati sui fantastici viaggi di Lone Sloane vennero uniti nel 1972 nel libro I sei viaggi di Lone Sloane, considerato da molti il suo capolavoro. Il personaggio di Sloane apparve anche in Délirius (1973), scritta da Jacques Lob.
Nel 1972 Druillet produsse per la rivista francese Pilote il fumetto Yragaël, ispirato alla saga di Elric il negromante di Michael Moorcock, e Vuzz, per il magazine Phénix.
Nel 1975 Druillet collaborò con Jean-Pierre Dionnet, Bernard Farkas e Moebius per formare la casa editrice "Gli Umanoidi" e la rivista Métal Hurlant.
Le serie di Lone Sloane e Vuzz proseguirono, affiancate da altre storie, incluse La Notte e Nosferatu.
Nel 1980 Druillet completò Salammbô, un libro-fumetto basato su una rivisitazione a metà strada fra il futurismo e il fantasy del lavoro di Gustave Flaubert.
Al di fuori dei suoi lavori come fumettista ed illustratore, Druillet è stato attivo in molti altri campi, quali l'architettura, le opere rock, la pittura, la scultura e le arti digitali. Ha lavorato come designer del film Il salario della paura di William Friedkin (l'autore de L'esorcista), nel 1976.
Collaborò con Rolf Liebermann nella "Wagner Space Opera" all'Opera di Parigi negli ultimi anni del 1970 e nei primi anni del 1980; e fondò la "Space Art Création" nel 1984. Più recentemente ha prodotto "Les Rois Maudits", una rivisitazione di molti dei suoi famosi sfondi.

## La Notte
La Notte è come dichiarò lo stesso Druillet il suo fumetto più famoso. Narra di un mondo che si sta distruggendo, dove è in corso una terribile guerra fra bande di motociclisti anarchici e drogati, contro dei vampiri-poliziotti per il controllo del "deposito-blu", un particolare tipo di droga.
Questa è la sua opera più nichilista; dove Heinz, il protagonista, si trova a metà strada fra le allucinazioni della droga ed un mondo che, forse, non è veramente il suo.
Il libro è dedicato in parte alla sua defunta moglie, Nicole. All'interno si ritrovano citazioni di Charles Baudelaire.

## Premi
- Nel 1988 vince il premio Grand Prix de la ville d'Angoulême.[1]
- Nel 1997 vince il Premio Yellow Kid al Salone Internazionale dei Comics di Roma.
- Nel 2025 viene ammesso nella Will Eisner Comic Awards Hall of Fame.[2]